# Feldmeilen
Feldmeilen es un pueblo (Wacht) dentro del municipio de Meilen en el Cantón de Zúrich en Suiza.

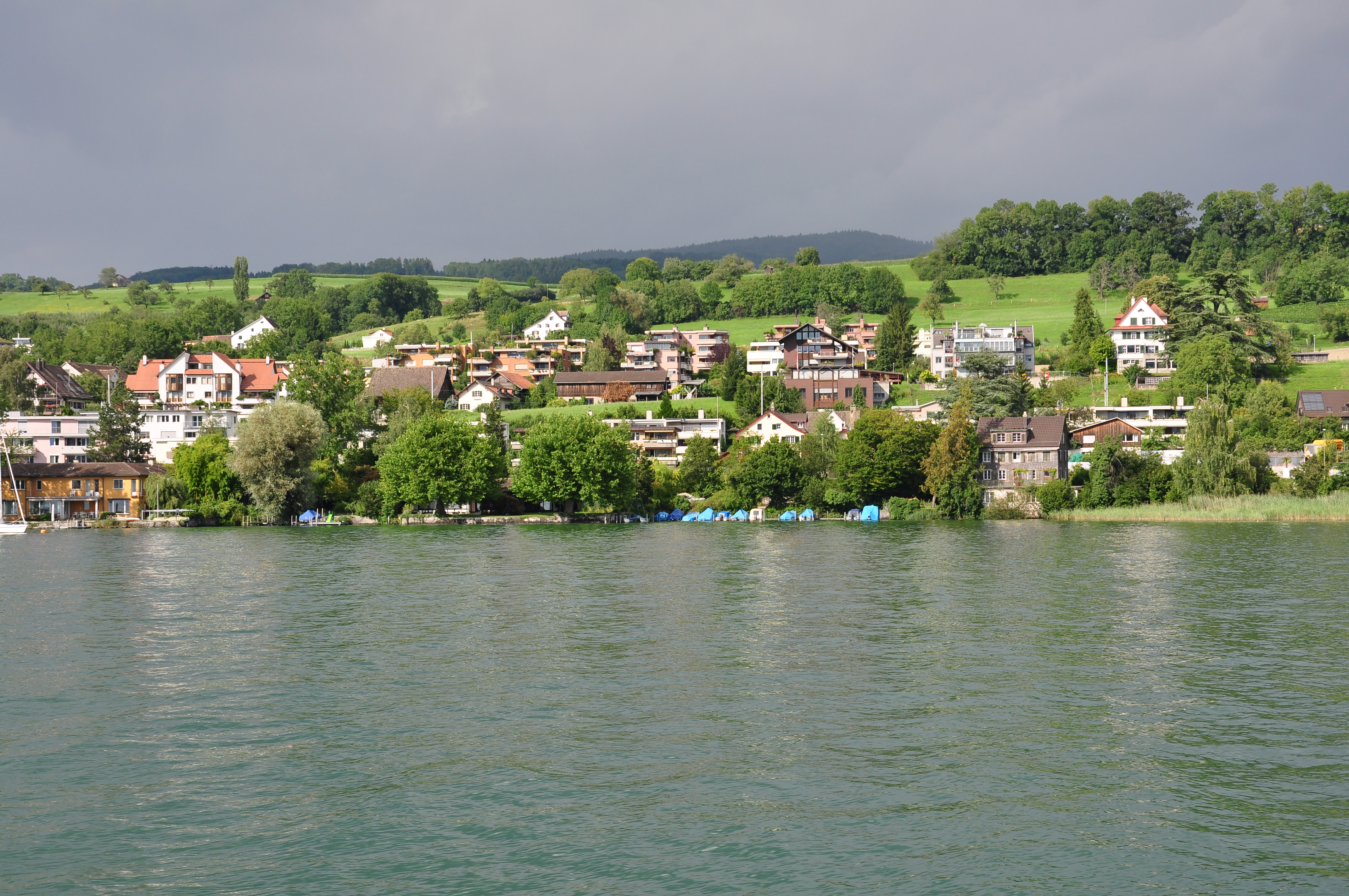
Feldmeilen visto desde un barco de motor de Zürichsee-Schifffahrtsgesellschaft (ZSG).

## Geografía
Feldmeilen se encuentra en el distrito de Meilen de la región de Pfannenstiel en la costa noroeste del Zürichsee (lago de Zürich) entre Zürich-Seefeld y Rapperswil. Se encuentra a unos 10 km de Zúrich.

## Demografía, educación y economía
Feldmeilen pertenece políticamente al municipio de Meilen y es su pueblo más grande. Las escuelas de nivel Primarschule están situadas en el pueblo; los niveles escolares superiores se encuentran en Meilen. Parte del Swarovski International Holding, así como la editorial Raggi-Verlag.

## Transporte
La estación de Herrliberg-Feldmeilen es compartida con el municipio vecino de Herrliberg. Herrliberg-Feldmeilen es una parada de la S-Bahn Zürich en la línea S6, y es una estación terminal de la S-Bahn Zürich en la línea S16.
En verano hay barcos regulares a Zúrich, así como a lo largo del lago hasta Rapperswil, gestionados por la Zürichsee-Schifffahrtsgesellschaft (ZSG).

## Puntos de interés
Dos mansiones están situadas en Feldmeilen: «Grüene Hof» construido en 1682/84, y «Mariafeld» construido en 1722/25, entre aquellos huéspedes eran Gottfried Keller, Franz Liszt, Conrad Ferdinand Meyer y Richard Wagner.

## Historia

Vista aérea de 300 m por Walter Mittelholzer (1927)

En Feldmeilen-Vorderfeld un palafito de la edad de Bronce estuvo localizado. En Feldmeilen-Bünishofen se menciona un pequeño castillo de la Abadía de San Gall.

## Sitio de patrimonio de importancia nacional
Situado en la orilla del lago Zürichsee, Meilen-Rorenhaab forma parte de los 56 sitios suizos del Patrimonio Mundial de la UNESCO Casas prehistóricas sobre pilotes alrededor de los Alpes, y el asentamiento también figura en el Inventario suizo de bienes culturales de importancia nacional y regional como objeto de importancia nacional de clase A.

## Personas notables
- Werner Hug (Nacido en 1952 en Feldmeilen)
- Jessica Kilian (Nacido en 1981)
- Tanja Morel (Nacido en 1975)